# شهرهای ژاپن

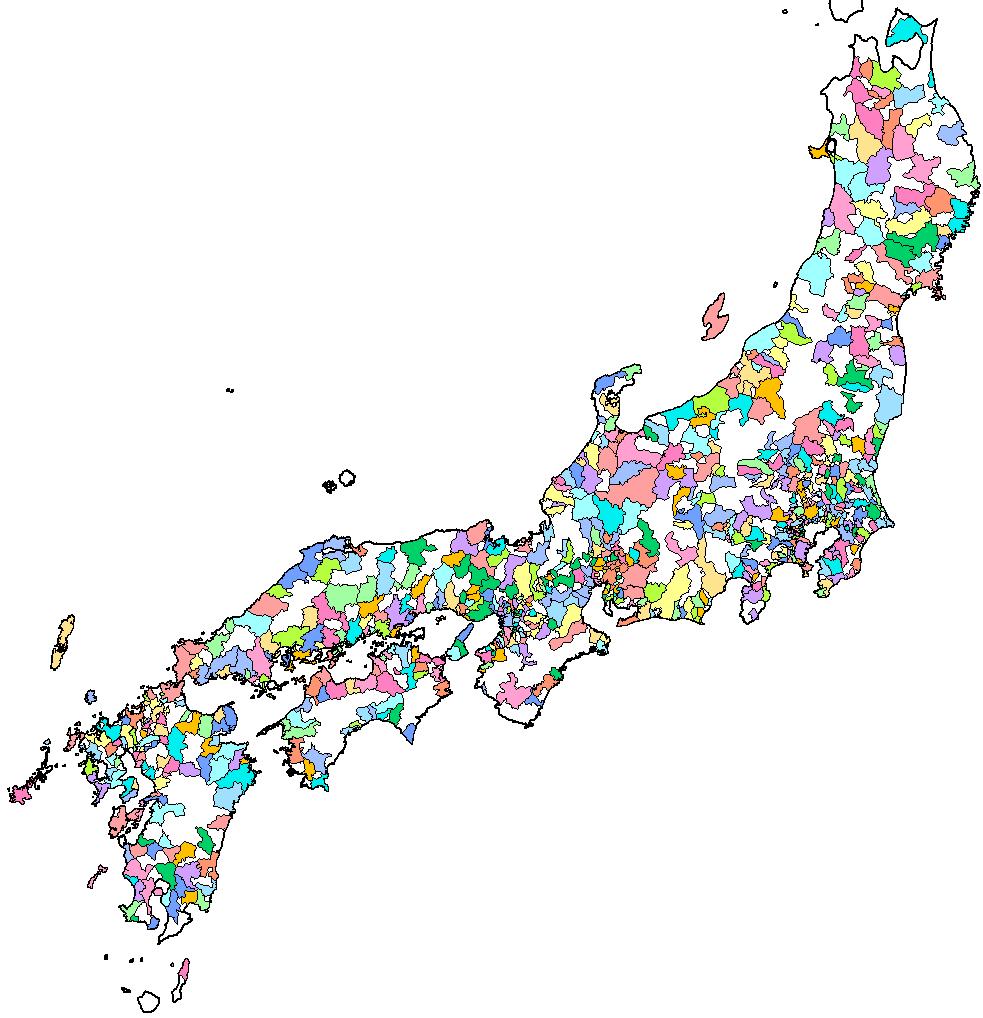
شهرهای ژاپن

یک شهر (市 shi) در ژاپن یکی از تقسیمات اداری در ژاپن است. سطح اداری شهرها هم‌مرتبهٔ شهرک‌ها (町 machi) و روستاها است، با این تفاوت که شهرها جزئی از یک ناحیه (郡 gun) نیستند.